# American Psychological Association
American Psychological Association (APA), amerikanska psykologförbundet, är den största vetenskapliga och professionella organisationen för psykologi i USA. Organisationen har över 146 000 medlemmar, däribland forskare, lärare, kliniker och studenter.